# République (Transnistrie)
Pour les articles homonymes, voir République (homonymie).
République (russe : Республика) est un parti politique de Transnistrie. Il est affilié à l'ancien président de Transnistrie Igor Smirnov.
Le parti a remporté 13 des 43 sièges aux élections législatives de 2005 (en),  mais n’a pas réussi à remporter un seul siège à celles de 2010 (en) .

## Résultats des élections
| Année électorale | Sièges  | +/- | Gouvernement        |
| ---------------- | ------- | --- | ------------------- |
| 2005             | 13 / 43 |     | Opposition          |
| 2010             | 0 / 43  | 13  | Extra-parlementaire |